# L.A. Blue
『L.A. Blue』（エル・エー・ブルー）は、山口百恵の18枚目のスタジオ・アルバム。サブタイトルは ”ロスアンゼルスの憂鬱”。1979年7月21日にCBSソニーよりリリースされた。

## 概要
帯コピー：ロスアンゼルス録音 最強のミュージシャンによるタイトなサウンド 百恵はやっぱり期待以上のヴォーカリストだった
本作で『GOLDEN FLIGHT』に続く二度目の海外レコーディングが行われたが、これはロックの本場であるウェスト・コーストのミュージシャンを起用し、当時流行の最先端であったAORサウンドに乗せて、歌い手として成長してきた百恵の中にある多様性を表現したアルバムを作りたいと企画されたものである。サブタイトルの ”ロスアンゼルスの憂鬱” はディレクターの川瀬泰雄の案によるもので、ロスアンゼルスという都市が持つ ”明るさ”だけを音にして百恵の個性と巧く合致するだろうかという多少の不安があったため、それならば都市の裏側を表現してみようと考えられた。
「美・サイレント」でアコースティックギターによるリード・ギターを弾いた元愛奴の青山徹が、本アルバムでリード・ギターのほとんどを担当している。青山の起用は、ディレクターの川瀬がアルバム全体の統一感を出すために決定したもの。（青山が愛奴以降、関わっていた吉田拓郎が日刊スポーツ紙に連載していたコラムによると「ギターは青山さんでお願いします」と山口百恵自身からの指名があって青山がL.A.レコーディング参加となったとのこと）
ジャケット写真は、当時ロサンゼルス在住だったグラフィックデザイナー田島照久の撮影によるもので、イーグルスのアルバム『ホテル・カリフォルニア』を意識して考案された。ジャケットに百恵自身が写っていないが、当時のアイドルのジャケットとしては稀なことだった。
2003年6月4日に発売された、全オリジナルアルバム22枚を復刻したCD-BOX『MOMOE PREMIUM』にはリマスタリング音源で収録されている（2007年9月30日には更なるマスターサウンド仕様が施された『Complete MOMOE PREMIUM』が発売された）。

## 収録曲
全編曲: B. Fasman
| #  | タイトル                            | 作詞       | 作曲       |
| -- | ----------------------------------- | ---------- | ---------- |
| 1. | 「GET FREE」                        | 来生えつこ | 来生たかお |
| 2. | 「喪服さがし」                      | 阿木燿子   | 宇崎竜童   |
| 3. | 「A GOLD NEEDLE AND SILVER THREAD」 | 阿木燿子   | 宇崎竜童   |
| 4. | 「タイトスカート」                  | 阿木燿子   | 宇崎竜童   |
| 5. | 「CRY FOR ME」                      | 横須賀恵   | 波多野純   |

| #  | タイトル                       | 作詞       | 作曲     |
| -- | ------------------------------ | ---------- | -------- |
| 1. | 「センチメンタル・ハリケーン」 | 山川啓介   | 梅垣達志 |
| 2. | 「BACK TO BACK (背中あわせ)」  | 篠塚満由美 | 浜田省吾 |
| 3. | 「猫が見ている」               | 小谷夏     | 芳野藤丸 |
| 4. | 「WIND & WINDOW」              | 篠塚満由美 | 波多野純 |
| 5. | 「DANCIN' IN THE RAIN」        | 横須賀恵   | 浜田省吾 |

## クレジット
ミュージシャン
| - 指揮: Barry Fasman - ピアノ: Tom Hensley - ギター: David Wolfert、Dennis M. Budimir、青山徹 - ベース: Dennis Belfield - ドラム: Ronald Tutt - パーカッション: Steve Forman、斎藤ノブ - テナーサックス、フルート: Ernest J. Watts | - バリトンサックス、フルート: John Kelson - トランペット: Steven Malaio - トランペット・フルーゲルホルン: Gary E. Grant - トロンボーン・バストロンボーン: Lew McCreary - ヴォーカルグループ: Marti McCall、Julia Tillman、Maxine Willard (2, 3) - ストリングス: Sid sharp 他 |

スタッフ
| - エグゼキュティブ・プロデューサー: 酒井政利 - プロデューサー: 川瀬泰雄 - コーディネーター: Toshio Endo、金塚晴子 - チーフエンジニア: Phil Schire - リミックス・エンジニア: 前島裕一 - アシスタント・エンジニア: Geff Howe、Mikio Takamatsu - マネージャー: Shingo Oda、Mitsuhiro Naito | - アシスタント・ディレクター: Kazutoshi Haraguchi - 写真: Teruhisa Tajima - デザイナー: 山田充 - レコーディング・スタジオ: Filmways/Helder Reording, Larabee Studio, Kendun Recorders (L.A.) - リミックス: CBS/SONYスタジオ |

## 関連作品
- MOMOE PREMIUM
- 山口百恵 22 Original Albums Collection
- Complete MOMOE PREMIUM